# Lycaena remota
Lycaena remota är en fjärilsart som beskrevs av Tutt 1906. Lycaena remota ingår i släktet Lycaena och familjen juvelvingar. Inga underarter finns listade i Catalogue of Life.